# (11353) Guillaume
(11353) Guillaume est un astéroïde de la ceinture principale.

## Description
(11353) Guillaume est un astéroïde de la ceinture principale. Il fut découvert le 5 décembre 1997 à Caussols par le projet ODAS. Il présente une orbite caractérisée par un demi-grand axe de 2,94 UA, une excentricité de 0,10 et une inclinaison de 1,1° par rapport à l'écliptique.

## Compléments